# Galápagos-Riffbarsch
Der Galápagos-Riffbarsch (Azurina eupalama) ist eine vermutlich ausgestorbene Fischart aus der Familie der Riffbarsche. Sie war endemisch in den Gewässern vor Galápagos und vor der Kokos-Insel. Zusammen mit dem Schwalben-Riffbarsch (Azurina hirundo) und acht weiteren, ursprünglich zu Chromis gezählten Arten, bildet der Galápagos-Riffbarsch die Gattung Azurina.

## Beschreibung
Der Galápagos-Riffbarsch erreichte eine Länge von 15 Zentimetern. Die Färbung war überwiegend hell olivgrau mit einer hellblauen Tönung. Die Bauchseite war silbrig. Das Maul war dunkel. An der Basis der Brustflossen war ein schwarzer Fleck zu erkennen. Brust- und Analflossen waren hellgrau. Die Rückenflosse war dunkel. Der Körper war schlanker als bei anderen Riffbarschen von den Galápagos-Inseln. Die Schwanzflosse war tiefgegabelt. Die oberen Strahlen der Schwanzflosse waren etwas länger als die unteren. Die Zähne waren konisch, steif und in Einerreihen angeordnet. Der Rand des Vorkiemendeckels (Preoperculum) war unregelmäßig und schwach gezahnt. Das Seitenlinienorgan war auffällig. Die Rückenflosse hatte dreizehn Dornen und elf gegliederte Strahlen. Die Analflosse hatte zwei Dornen und elf bis zwölf unterteilte Strahlen. Die Brustflosse hatte 18 Strahlen. Auf dem ersten Kiemenbogen lagen 29 Kiemenreusendornen.

## Lebensraum und Lebensweise
Der Galápagos-Riffbarsch war von folgenden Regionen bekannt: Floreana, Gardiner Bay, Española, Tagus Cove, Isabela, Marchena, James Bay und Sullivan Bay, Santiago, Wreck Bay, San Cristóbal, Academy Bay, Santa Cruz und Santa Fe. Weitere Nachweise gab es von der Region der Kokos-Insel. Die Art bevorzugte offene Gewässer an steilen Riffwänden, kam aber auch in Küstengewässern in Tiefen bis 30 m vor. Der Galápagos-Riffbarsch war häufig in der Gemeinschaft mit Scherenschwanz-Riffbarschen (Chromis atrilobata) anzutreffen und ernährte sich überwiegend von Plankton.

## Status
Während der El-Niño-Saison 1982/1983 erhöhten sich die Wassertemperaturen bei den Galápagos-Inseln so stark, dass die Plankton-Produktion für mindestens ein Jahr ausblieb. Dies führte zu einem Zusammenbrechen der Population von Azurina eupalama. Trotz intensiver Suchen in den darauffolgenden zehn Jahren konnte die Art nicht mehr nachgewiesen werden.